# Runaway, Romany
Runaway, Romany è un film muto del 1917 diretto da George W. Lederer, qui al suo esordio come regista. Fu il primo film anche per Marion Davies, la cui madre, Rosa Dourdas, aveva suggerito il titolo del film.

## Trama
L'agente pubblicitario "Inky" Ames, alla ricerca di qualche sistema per pubblicizzare una sua cliente, la showgirl Anitra St.Clair, la convince a farsi dipingere una voglia sulla spalla, così da poterla spacciare per la figlia perduta del milionario Theodore True. Il trucco funziona e Anitra si mette in viaggio alla volta del West con il "padre" per visitare una delle sue miniere. Lì, Bud Haskell, rappresentante per il West di True e insegnante presso una tribù di zingari, presenta al magnate Romany, una giovane zingara che è venuta a rifugiarsi da lui per sottrarsi al matrimonio combinato con il figlio di Zinga, il capo dei gitani. True prende a cuore la sorte dalla ragazza e, quando parte, la porta via con sé nell'Est.
Anitra se la intende con Hobart, il nipote di True. Allora "Inky", che si sente tradito, la sbugiarda e svela l'inganno della falsa voglia sulla spalla. Intanto, Romany è tornata dal collegio. Per l'occasione, organizza la sua prima festa alla quale partecipa, con sua grande gioia, anche Bud. La ragazza sorprende Hobart a rubare nella cassaforte dello zio, ma Zinga costringe Romany a lasciare la casa. Tutti credono che il furto sia opera della zingarella, ma dopo che True manda via Anitra, suo nipote Hobarth confessa di essere stato lui l'autore dello scasso.
Zinga attira Romany a bordo di un'imbarcazione ma Bud salva la ragazza dopo aver lottato con il rapitore che alla fine confessa che la giovane è la vera figlia di True. Romany e Bud, felicemente riuniti, progettano di sposarsi.

## Produzione
Il film fu prodotto dalla Ardsley-Pathé. Secondo fonti moderne, a finanziare il film fu il giornalista Paul Block che, in precedenza, aveva avuto una relazione con Marion Davies.

## Distribuzione
Il copyright del film, richiesto dalla Pathé Exchange, inc., fu registrato il 22 maggio 1918 con il numero LU12440.
Distribuito dalla Pathé Exchange, il film uscì nelle sale cinematografiche statunitensi il 23 dicembre 1917. In Francia, dove fu distribuito il 9 agosto 1918, gli venne dato il titolo La Romanichelle mentre in Portogallo uscì il 5 settembre 1924 come Pobre Cigana!.
Non si conoscono copie ancora esistenti della pellicola che viene considerata presumibilmente perduta